# Montluel
Montluel és un municipi francès situat al departament de l'Ain i a la regió d'Alvèrnia-Roine-Alps. L'any 2007 tenia 6.635 habitants.

## Demografia

### Població
El 2007 la població de fet de Montluel era de 6.635 persones. Hi havia 2.543 famílies de les quals 776 eren unipersonals (319 homes vivint sols i 457 dones vivint soles), 661 parelles sense fills, 879 parelles amb fills i 227 famílies monoparentals amb fills.
La població ha evolucionat segons el següent gràfic:
Habitants censats

### Habitatges
El 2007 hi havia 2.808 habitatges, 2.605 eren l'habitatge principal de la família, 21 eren segones residències i 183 estaven desocupats. 1.248 eren cases i 1.551 eren apartaments. Dels 2.605 habitatges principals, 1.307 estaven ocupats pels seus propietaris, 1.247 estaven llogats i ocupats pels llogaters i 51 estaven cedits a títol gratuït; 83 tenien una cambra, 407 en tenien dues, 584 en tenien tres, 666 en tenien quatre i 865 en tenien cinc o més. 1.590 habitatges disposaven pel capbaix d'una plaça de pàrquing. A 1.259 habitatges hi havia un automòbil i a 986 n'hi havia dos o més.

### Piràmide de població
La piràmide de població per edats i sexe el 2009 era:
| Homes | Edats   | Dones |
| ----- | ------- | ----- |
| 0     | 95 o +  | 12    |
| 8     | 90 a 94 | 36    |
| 12    | 85 a 89 | 68    |
| 24    | 80 a 84 | 64    |
| 44    | 75 a 79 | 92    |
| 92    | 70 a 74 | 100   |
| 120   | 65 a 69 | 140   |
| 92    | 60 a 64 | 128   |
| 164   | 55 a 59 | 152   |
| 200   | 50 a 54 | 180   |
| 172   | 45 a 49 | 204   |
| 228   | 40 a 44 | 216   |
| 212   | 35 a 39 | 188   |
| 256   | 30 a 34 | 224   |
| 308   | 25 a 29 | 272   |
| 140   | 20 a 24 | 276   |
| 244   | 15 a 19 | 292   |
| 236   | 10 a 14 | 260   |
| 220   | 5 a 9   | 244   |
| 260   | 0 a 4   | 220   |

## Economia
El 2007 la població en edat de treballar era de 4.370 persones, 3.291 eren actives i 1.079 eren inactives. De les 3.291 persones actives 2.936 estaven ocupades (1.536 homes i 1.400 dones) i 355 estaven aturades (194 homes i 161 dones). De les 1.079 persones inactives 316 estaven jubilades, 405 estaven estudiant i 358 estaven classificades com a «altres inactius».

### Ingressos
El 2009 a Montluel hi havia 2.667 unitats fiscals que integraven 6.687 persones, la mediana anual d'ingressos fiscals per persona era de 17.662 €.

### Activitats econòmiques
Dels 320 establiments que hi havia el 2007, 4 eren d'empreses extractives, 10 d'empreses alimentàries, 4 d'empreses de fabricació de material elèctric, 16 d'empreses de fabricació d'altres productes industrials, 39 d'empreses de construcció, 65 d'empreses de comerç i reparació d'automòbils, 13 d'empreses de transport, 23 d'empreses d'hostatgeria i restauració, 3 d'empreses d'informació i comunicació, 16 d'empreses financeres, 18 d'empreses immobiliàries, 38 d'empreses de serveis, 50 d'entitats de l'administració pública i 21 d'empreses classificades com a «altres activitats de serveis».
Dels 98 establiments de servei als particulars que hi havia el 2009, 1 era una oficina d'administració d'Hisenda pública, 1 gendarmeria, 1 oficina de correu, 6 oficines bancàries, 7 tallers de reparació d'automòbils i de material agrícola, 4 autoescoles, 7 paletes, 13 guixaires pintors, 4 fusteries, 5 lampisteries, 2 electricistes, 10 perruqueries, 3 veterinaris, 6 agències de treball temporal, 12 restaurants, 10 agències immobiliàries, 3 tintoreries i 3 salons de bellesa.
Dels 24 establiments comercials que hi havia el 2009, 1 era un hipermercat, 2 botiges de menys de 120 m², 4 fleques, 4 carnisseries, 2 llibreries, 6 botigues de roba, 2 botigues d'electrodomèstics, 1 una botiga d'electrodomèstics i 2 floristeries.
L'any 2000 a Montluel hi havia 42 explotacions agrícoles que ocupaven un total de 2.220 hectàrees.

## Equipaments sanitaris i escolars
El 2009 hi havia 1 psiquiàtric, 1 centre de salut i 2 farmàcies.
El 2009 hi havia 1 escola maternal i 5 escoles elementals. Montluel disposava d'un col·legi d'educació secundària amb 686 alumnes.

## Poblacions més properes
El següent diagrama mostra les poblacions més properes.